# 无锡新加坡工业园
无锡新加坡工业园，是中华人民共和国江苏省无锡市滨湖区下辖的一个类似乡级单位。

## 行政区划
下辖以下地区：
无锡新加坡工业园虚拟社区。